# Cancéropôle Grand Sud-Ouest
Dans le cadre des Plans Cancer,  de lutte contre les cancers, sept Cancéropôles labellisés par l'Institut National du Cancer (Inca) ont été créés en France métropolitaine. Chacun est un réseau qui associe, dans un cadre géographique inter-régional, les unités de recherche des organismes (INSERM, CNRS, Universités...), les services hospitaliers, ainsi que des acteurs de l'industrie pharmaceutique et des biotechnologies.
Le rôle initial principal de ces cancéropôles inter-régionaux est l’organisation des soins sur leur zone respective, sous l'égide de l'Inca.

## Présentation
Le cancéropôle Grand Sud-Ouest (GSO) fédère autour de projets collaboratifs près de 500 équipes de chercheurs et de cliniciens de Bordeaux, Limoges, Montpellier, Nîmes et Toulouse. Le cancéropôle GSO a pour objectif de contribuer à mutualiser expertises et savoir-faire, pour susciter et renforcer les projets de recherche, accélérer l'innovation thérapeutique et son transfert au bénéfice du malade.

### Membres
Le cancéropôle GSO a été constitué en Groupement d'intérêt public (GIP) en août 2007, comprenant 28 membres dans le périmètre des régions Aquitaine, Midi-Pyrénées, Languedoc-Roussillon et Limousin d'alors : quatre régions / conseils régionaux ; neuf établissements de recherche-enseignement (sept universités plus INSERM et CNRS) ; huit établissements de soins dont cinq centres hospitaliers universitaires (CHU) ; sept entreprises industrielles du secteur pharmaceutique.
Un arrêté, pris le 3 octobre 2014, a approuvé "la convention constitutive du GIP" « Cancéropôle Grand Sud-Ouest (Cancéropôle GSO) ». 
Depuis, les régions Aquitaine et Limousin ont fusionné avec Poitou-Charentes en une région Nouvelle-Aquitaine, et les régions Midi-Pyrénées et Languedoc-Roussillon en une région Occitanie.
Après la fusion de ces régions françaises ayant pris effet au 1er janvier 2016, un deuxième arrêté pris le 22 aout 2017 a approuvé "la convention constitutive modificative du GIP" « Cancéropôle Grand Sud-Ouest (Cancéropôle GSO) » et actualisé la liste des membres :

#### Collectivités territoriales
- La Nouvelle-Aquitaine, née en 2016 de la fusion des régions françaises Aquitaine, Limousin et Poitou-Charentes ;
- La région Occitanie, née en 2016 de la fusion des régions Languedoc-Roussillon et Midi-Pyrénées ;

#### Établissements de recherche-enseignement «recherche»
- Université de Bordeaux ;
- Université de Limoges ;
- Université de Montpellier ;
- Université Toulouse-Jean-Jaurès ;
- Université Toulouse-III-Paul-Sabatier ;
- Institut national de la santé et de la recherche médicale (INSERM) ;
- Centre national de la recherche scientifique (CNRS).

#### Établissements de soins «clinique»
- Centre hospitalier universitaire de Bordeaux ;
- Centre hospitalier universitaire de Limoges ;
- Centre hospitalier universitaire de Montpellier ;
- Centre hospitalier universitaire de Nîmes ;
- Centre hospitalier universitaire de Toulouse ;
- Institut Bergonié[9], centre régional de lutte contre le cancer (Bordeaux) ;
- Institut régional du cancer de Montpellier, centre régional de lutte contre le cancer ;
- Institut Claudius-Regaud, centre régional de lutte contre le cancer (Toulouse).

#### Autres acteurs
L'université de Poitiers (membre à l'origine de la cancéropôle Grand Ouest) n'est pas nommée. 
Concernant la Ligue nationale contre le cancer, ses bénévoles de 18 comités départementaux du Grand Ouest (ancienne région Poitou-Charentes, région Bretagne, régions Pays de la Loire et Centre-Val de Loire) travaillent ensemble. Le comité départemental Charente de la Ligue nationale contre le cancer a, en 2017 et 2018, financé les actions du cancéropôle Grand Ouest.

#### Entreprises du secteur privé
Sont citées, dans l'ordre :
Sanofi-Aventis France ; Pierre Fabre SA ; Merck Santé ; Amgen SAS ; Institut Roche ; Bristol-Myers Squibb ; Pfizer

### Missions
- Construire une animation scientifique de la recherche en cancérologie dans une approche inter-régionale et pluridisciplinaire, qui s'appuie sur une synergie des compétences et équipements des quatre régions.
- Renforcer les liens entre chercheurs et cliniciens, à travers les actions d'animations scientifiques.
- Soutenir l'innovation thérapeutique et son transfert vers le patient.
- Inciter à la valorisation économique et sociale et aux partenariats industriels.

## Évaluation
Dans le cadre du plan Cancer 2009-2013, le cancéropôle Grand Sud-Ouest a été de nouveau évalué, comme les six autres cancéropôles, par l'Agence d'évaluation de la recherche et de l'enseignement supérieur (AÉRES). Ceci a abouti en juin 2011 à sa labellisation pour trois nouvelles années.
À la suite de la loi relative à l'enseignement supérieur et à la recherche du 22 juillet 2013, une nouvelle Autorité administrative indépendante en France, le Haut Conseil de l'évaluation de la recherche et de l'enseignement supérieur (Hcéres), a remplacé l'AÉRES depuis 2014, mais le site internet AÉRES d'origine a disparu semble-t-il. Le rapport, publié en 2011, sur l'évaluation (2010-2011) du Cancéropôle Grand Sud-Ouest (GSO) reste disponible sur le site du Hcéres.